# فهرست میراث جهانی در مصر
میراث جهانی در مصر شامل ۷ میراث فرهنگی می‌باشد که تا سال ۲۰۲۵ در یونسکو به ثبت رسیده‌اند. مصر که در شمال شرقی قاره آفریقا قرار گرفته، از جمله کشورهایی است که دارای پیشینه تاریخی و فرهنگی کهن است. این کشور در ۷ فوریه ۱۹۷۴، به عنوان دومین کشور پس از ایالات متحده، کنوانسیون میراث جهانی یونسکو را پذیرفت و بدان پیوست که باعث شد مکان‌های تاریخی و طبیعی آن واجد شرایط قرار گرفتن در این فهرست شوند.
میراث جهانی نام عهدنامه‌ای بین‌المللی است که در تاریخ ۱۶ نوامبر ۱۹۷۲ میلادی به تصویب کنفرانس عمومی یونسکو رسید. موضوع آن حفظ آثار تاریخی، طبیعی و فرهنگی بشر است که اهمیت جهانی دارند و متعلق به تمام انسان‌های زمین، فارغ از نژاد، مذهب و ملیت خاص، می‌باشند.
برپایه این کنوانسیون کشورهای عضو یونسکو، می‌توانند آثار تاریخی، طبیعی و فرهنگی کشور خود را نامزد ثبت به‌عنوان میراث جهانی کنند. حفاظت از این آثار پس از ثبت، در عین باقی‌ماندن در حیطه حاکمیت کشور مربوط، به عهده تمام کشورهای عضو خواهد بود. مکان‌های میراث جهانی ثبت‌شده در سازمان یونسکو، مکان‌هایی مانند جنگل، کوه، آبگیر، صحرا، بقعه، ساختمان، مجموعه یا شهر هستند.
نخستین آثار در مصر در سال ۱۹۷۹ در فهرست میراث جهانی ثبت شدند: «ممفیس و نکروپولیس آن – محدوده اهرام از جیزه تا دهشور»، «تبس باستانی و نکروپولیس آن»، «یادمان‌های نوبه از ابوسمبل تا فیله»، «قاهره تاریخی» و «ابو مینا» می‌شد. از سال ۱۹۷۹ تا کنون، تنها دو اثر دیگر یعنی «محوطه سنت کاترین» و «وادی الحیتان» در فهرست میراث ثبت شدند. وادی الحیتان تنها اثر طبیعی در مصر است که ثبت جهانی شده در حالی که مابقی آثار جز میراث فرهنگی به شمار می‌روند. یکی از حوادث کلیدی در شکل‌گیری کنوانسیون حفاظت از میراث جهانی فرهنگی و طبیعی، در مصر رقم خورد. جایی که تلاشی بین‌المللی برای حفظ یادمان‌های نوبه پس از بالا آمدن دریاچه ناصر پس از ساخته شدن سد اسوان در سال ۱۹۵۹ صورت گرفت و منجر به حفظ آثار مزبور پس از انتقال آنها به محوطه‌های جدید و امن شد.  تنها ابو مینا در فهرست میراث جهانی در معرض خطر قرار گرفته است. این اثر در سال ۲۰۰۱ بخاطر بالا آمدن سطح آب و پایین آمدن استقامت خاک محوطه در این فهرست قرار گرفت. همچنین مصر پنج بار در کمیته میراث جهانی حضور داشته است.

## میراث جهانی
یونسکو سایت‌ها را با ده معیار فهرست می‌کند. هر ورودی باید حداقل یکی از معیارها را داشته باشد.
| # | نگاره                                                                                   | نام                                                  | موقعیت      | سال ثبت | ش ثبتمعیارها        | شرح | منبع          |
| ۱ | Pyramids of Giza                                                                        | ممفیس و نکروپولیس آن – محدوده اهرام از جیزه تا دهشور | جیزه        | ۱۹۷۹    | ۸۶(i)(iii)(vi)      | ممفیس پایتخت پادشاهی کهن مصر بود و حدود سال ۳۰۰۰ پیش از میلاد بنیان‌گذاری شد. مهم‌ترین معبد آن به پتاح اختصاص داشت. میدان‌های اهرام شامل برخی از مهم‌ترین مجموعه‌های اهرام مصر می‌شود، از جمله مجموعه اهرام جیزه (در تصویر) با هرم بزرگ جیزه (تنها بازمانده از عجایب هفت‌گانه) و ابوالهول بزرگ جیزه، اهرام دهشور، مجموعه سقاره و مجموعه ابو صیر. در این منطقه بیش از ۳۸ هرم وجود دارد که به همراه پیشگامان معماری آن‌ها شامل مصطبه‌ها، مقبره‌های سنگی و معابد می‌شوند. | [ ۸ ]         |
| ۲ | Temple ruins with several standing statues and an obelisk                               | تبس باستانی و نکروپولیس آن                           | اقصر        | ۱۹۷۹    | ۸۷(i)(iii)(vi)      | تبس در دوره‌های طولانی از پادشاهی میانه مصر و پادشاهی نوین مصر پایتخت مصر بود. این شهر، شهر مقدس آمون و پایتخت مذهبی مصر در بیشتر دوره‌های تاریخی آن به‌شمار می‌رفت. بناهای اصلی آن که از دوره ۱۵۰۰ تا ۱۰۰۰ پیش از میلاد برجای مانده‌اند، شامل معابد عظیم کرنک و اقصر (در تصویر) و آرامگاه‌های سلطنتی در دره پادشاهان و دره شهبانوان است. از مشهورترین آن‌ها می‌توان به معبد حتشپسوت و آرامگاه توت‌عنخ‌آمون اشاره کرد. | [ ۹ ]         |
| ۳ | Historical photo depicting moving of the statues of the Abu Simbel temple using a crane | یادمان‌های نوبه از ابوسمبل تا فیله                    | اسوان       | ۱۹۷۹    | ۸۸(i)(iii)(vi)      | این سایت شامل ده بنای تاریخی از دوره‌های مختلف تاریخ مصر است که در یک کمپین بین‌المللی بین دهه‌های ۱۹۶۰ تا ۱۹۸۰ برای نجات از آب‌های خروشان نیل پس از ساخت سد اسوان جابه‌جا شدند. این بناها عبارتند از: ابوسمبل (سفارشی‌شده توسط رامسس دوم، تصویر مربوط به جابه‌جایی)، آماده جدید، وادی السبوع جدید، کلابشه جدید، مجموعه معابد فیله (در جزیره آگیلکیا از دوره جهان یونانی رومی)، قبه الهوا (آرامگاه‌های دوره پادشاهی کهن مصر و پادشاهی میانه مصر)، خرابه‌های شهر الفانتین، هرم‌سنگ ناقص، صومعه سنت سیمئون، و گورستان فاطمی. | [ ۱۰ ]        |
| ۴ | A look at the city with numerous historic buildings                                     | قاهره تاریخی                                         | قاهره       | ۱۹۷۹    | ۸۹(i)(v)(vi)        | قاهره در قرن دهم میلادی به‌عنوان مقر خلافت فاطمیان در محل شهرهای پیشین بنیان‌گذاری شد. این شهر در دوران دوران طلایی اسلام نقش مهمی داشت و محل سکونت یا بازدید دانشمندان، پزشکان، هنرمندان، نویسندگان، و تاجران بود. در قرن نوزدهم، ساخت‌وساز به دیگر بخش‌های شهر منتقل شد و بخش تاریخی آن نسبتاً دست‌نخورده باقی ماند، هرچند که در قرن بیست‌ویکم، این منطقه از فرسایش بافت سنتی، بی‌توجهی، کمبود نگهداری، و ازدحام جمعیت رنج می‌برد. قاهره تاریخی شامل مجموعه‌هایی از بناهای طولونیان، فاطمی، و سلطنت ممالیک است، از جمله مسجد ابن طولون از قرن هشتم، زیارتگاه‌های متعدد، مدرسه (اسلام)ها، حمام (گونه معماری)ها، و آب‌نماها.                | [ ۱۱ ] [ ۱۲ ] |
| ۵ | Ancient ruins with parts of pillars on the ground                                       | ابو مینا                                             | اسکندریه    | ۱۹۷۹    | ۹۰(iv)              | مرکز مسیحیت اولیه در اطراف قبر مینا اسکندریه که در سال ۲۹۶ درگذشت، شکل گرفت. این مکان به‌عنوان یک مرکز زیارتی در اروپای دوران باستان شناخته می‌شد و در قرون بعدی برای کلیسای ارتدکس قبطی اهمیت داشت. سایت باستان‌شناسی شامل کلیسا، تعمیدگاه، بازیلیکاها، بناهای عمومی، خیابان‌ها، صومعه‌ها، خانه‌ها و کارگاه‌ها می‌باشد. بناهای اصلی از سنگ نما و سنگ آهک ساخته شده‌اند، در حالی که خانه‌های ساده از خشت خام ساخته شده‌اند. این سایت از سال ۲۰۰۱ به‌عنوان فهرست میراث جهانی در معرض خطر به ثبت رسیده است، زیرا بالا رفتن سطح ایستابی موجب کاهش پایداری خاک‌های مبتنی بر رس شده و تهدیدهایی برای یکپارچگی ساختاری آثار تاریخی ایجاد کرده است. | [ ۱۳ ] [ ۱۴ ] |
| ۶ | A monastery with high walls in a mountain desert area                                   | محوطه سنت کاترین                                     | سینای جنوبی | ۲۰۰۲    | ۹۵۴(i)(iii)(iv)(vi) | صومعه کلیسای ارتدکس یونانی سنت کاترین در قرن ۶ میلادی تأسیس شد و قدیمی‌ترین صومعه مسیحی فعال است. این صومعه در مکانی ساخته شده که به‌طور سنتی به‌عنوان کوه حُورِب شناخته می‌شود – جایی که طبق عهد عتیق، موسی لوح‌های شریعت را دریافت کرد. این منطقه برای مسیحیان، مسلمانان و یهودیان مقدس است. صومعه نمونه‌های استثنائی از هنر بیزانسی را در خود جای داده است و همچنین مجموعه‌هایی از دست‌نوشته‌ها را نگهداری می‌کند. | [ ۱۵ ]        |
| ۷ | Fossil whale bones exposed on the ground, protected by a fence                          | وادی الحیتان                                         | فیوم        | ۲۰۰۵    | ۱۱۸۶(viii)          | وادی الحیتان مهم‌ترین سایت فسیلی برای مطالعه فرگشت آب‌بازسانان از پستانداران خشکی‌زی به آبزی است. حفاری‌ها فسیل‌های متعددی از نخستین انواع نهنگها، کهن‌آب‌بازسانان، که در آخرین مراحل از دست دادن اندام‌های پشتی خود بودند، کشف کرده‌اند. این سایت همچنین سرنخ‌هایی در مورد محیطی که این حیوانات در آن زندگی می‌کردند ارائه می‌دهد. | [ ۱۶ ]        |

## فهرست آزمایشی
افزون بر سایت‌های موجود در فهرست میراث جهانی، کشورهای عضو می‌توانند فهرستی از سایت‌های آزمایشی را که ممکن است برای نامزدی در نظر بگیرند، در این فهرست قرار دهند. نامزدها در فهرست میراث جهانی تنها در صورتی پذیرفته می‌شوند که سایت پیش‌تر در فهرست آزمایشی قرار داشته باشد.
مصر ۳۴ نامزد در این فهرست دارد.
| #  | نگاره                                                                                            | نام                                                     | موقعیت                        | سال ثبت | ش ثبتمعیارها                              | شرح | منبع   |
| ۱  | Look at an oasis from above                                                                      | محوطه باستان‌شناسی سیوه                                  | مطروح                         | ۱۹۹۴    | ۱۸۶                                       | واحه سیوا شامل چندین سایت باستان‌شناسی است، از جمله وخشور آمون. | [ ۱۸ ] |
| ۲  | Temple ruins with several standing stones                                                        | معبد سرابیط الخادم                                      | سینای جنوبی                   | ۱۹۹۴    | ۱۸۷                                       | این نامزد شامل معبد سرابیط الخادم و دیر کاترین مقدس است. دومی در سال ۲۰۰۲ به عنوان میراث جهانی ثبت شد. | [ ۱۹ ] |
| ۳  |                                                                                                  | محوطه سایت‌های باستان‌شناسی سینای شمالی                   | سینای شمالی                   | ۱۹۹۴    | ۱۸۹                                       | پل خشکی میان مصر و کنعان در طول تاریخ مسیر مهمی برای اعزام‌های نظامی در هر دو جهت بوده است. این منطقه مجموعه‌ای از سایت‌های باستانی را شامل می‌شود که میان کانال سوئز و نوار غزه در سواحل دریای مدیترانه قرار دارند. | [ ۲۰ ] |
| ۴  |                                                                                                  | معبد حاثور ساخته‌شده توسط رامسس سوم                      |                               | ۱۹۹۴    | ۱۹۰                                       | «هیچ اطلاعاتی در مستندات نامزدی ارائه نشده است.» | [ ۲۱ ] |
| ۵  | A bent pyramid                                                                                   | محوطه باستان‌شناسی دهشور                                 | جیزه                          | ۱۹۹۴    | ۱۹۱                                       | داهشور بخشی از گورستان ممفیس است که از سال ۱۹۷۹ به عنوان یک سایت میراث جهانی ثبت شده است. این منطقه ابتدا توسط سنفرو از دودمان چهارم مصر مورد استفاده قرار گرفت که هرم خمیده را ساخت. سپس توسط فراعنه پادشاهی میانه مصر مورد استفاده قرار گرفت. | [ ۲۲ ] |
| ۶  | Ruins in a desert                                                                                | الفیوم                                                  | فیوم                          | ۱۹۹۴    | ۱۹۲                                       | این نامزدی شامل هشت سایت است، از جمله کوم آوشیم (کارانیس)، دیمای (سوکنوپایو نسوس، تصویر شده)، قصر قارون (دیونیسیا)، بطن احریت (تئودفیلیا)، و بیاهما-فیوم. | [ ۲۳ ] |
| ۷  |                                                                                                  | قلعه الجندی                                             | سینای جنوبی                   | ۱۹۹۴    | ۱۹۳                                       | دژ در سال ۱۱۸۳ تحت فرمان صلاح‌الدین ایوبی روی کوه با ارتفاع ۲٬۱۵۰ متر (۷٬۰۵۰ فوت) ساخته شد. این دژ دارای چندین برج، دو مسجد و اتاق‌هایی برای سربازان است. | [ ۲۴ ] |
| ۸  |                                                                                                  | صومعه ریثو                                              | سینای جنوبی                   | ۱۹۹۴    | ۱۹۴                                       | صومعه روتو در قرن ۶ میلادی ساخته شد. ویرانه‌های آن در سال ۱۹۸۴ کشف شد. این مجموعه شامل دو کلیسای بازالیک، یک دستگاه پرس روغن و اتاق‌هایی برای راهبان بود. این صومعه با دیوارهای دفاعی احاطه شده بود. | [ ۲۵ ] |
| ۹  |                                                                                                  | وادی فیران                                              | سینای جنوبی                   | ۱۹۹۴    | ۱۹۵                                       | واحه فیران دارای بقایای صومعه‌ها و کلیساهای قدیمی است، همچنین صخره‌هایی با کتیبه‌های نبطی‌ها نیز در این منطقه وجود دارد. | [ ۲۶ ] |
| ۱۰ | An old fortress on an island                                                                     | جزیره فرعون                                             | سینای جنوبی                   | ۱۹۹۴    | ۱۹۶                                       | جزیره در موقعیتی استراتژیک در خلیج عقبه واقع شده است. این جزیره دارای سازه‌هایی از دوره‌های مختلف است، از جمله دژ ساخته‌شده در زمان صلاح‌الدین ایوبی برای حفاظت از مسیرهای تجاری. | [ ۲۷ ] |
| ۱۱ |                                                                                                  | دهب                                                     | سینای جنوبی                   | ۱۹۹۴    | ۱۹۷                                       | در دهب، بقایای یک فانوس دریایی امپراتوری بیزانس و بقایای یک سکونتگاه از قرون ۵ و ۶ میلادی وجود دارد. | [ ۲۸ ] |
| ۱۲ | Remains of a tomb in a desert setting                                                            | منیا                                                    | منیا                          | ۱۹۹۴    | ۱۹۸                                       | این نامزدی شامل مقبره‌های بنی حسن، مقبره‌های عمارنه، الاشمونین و سایت‌های تونای الجبل می‌باشد. | [ ۲۹ ] |
| ۱۳ |                                                                                                  | ثلعه نویبع                                              | سینای جنوبی                   | ۱۹۹۴    | ۱۹۹                                       | قلعه‌ای که در سال ۱۸۹۳ ساخته شده است، بر روی سایت قلعه‌ای قدیمی‌تر از دوره ایوبیان ساخته شده است. | [ ۳۰ ] |
| ۱۴ | Underwater photo of a coral reef                                                                 | رأس محمد                                                | سینای جنوبی                   | ۲۰۰۲    | ۱۶۳۶(vii)(viii)(ix)(x)                    | رأس محمد به‌عنوان یک منطقه حفاظت‌شده توسط نخست‌وزیر مصر اعلام شده است. این منطقه دارای آب‌وهوای بسیار خشک و تنوع چشمگیری از زیستگاه‌های دریایی، ساحلی و زمینی است که از گوناگونی زیستی پشتیبانی می‌کنند. برجسته‌ترین ویژگی‌های آن، اکوسیستم صخره‌های مرجانی سایر زیست‌بوم‌های حیاتی، همراه با سایت‌های زمین‌شناسی جالبی از جمله فسیل‌های مرجانی، سکوهای مرتفع و یک گسل باشکوه است.                                                                                                  | [ ۳۱ ] |
| ۱۵ | View at a lake surface                                                                           | محوطه جبل قطرانی، ذخیرگاه طبیعی دریاچه قارون            | فیوم                          | ۲۰۰۳    | ۱۷۹۷                                      | معدن‌های معدن سنگ اطراف دریاچه قارون (در محل دریاچه باستانی موریس) از دوران مصر پیش از تاریخ (هزاره چهارم پیش از میلاد) مورد استفاده قرار می‌گرفتند و سنگ‌های استخراج‌شده از این منطقه در معابد پادشاهی کهن مصر به کار رفته‌اند. کاوش‌ها همچنین ابزارهای سنگی متعلق به دوران نوسنگی و بقایای یک فیل‌سانان باستانی، فیل‌سان قارون، را آشکار کرده‌اند. | [ ۳۲ ] |
| ۱۶ | Oasis with buildings and palm trees and desert in the background                                 | واحه‌های جنوبی و کوچکتر، صحرای غربی                      | بحیره، مطروح، وادی‌الجدید      | ۲۰۰۳    | ۱۸۰۸(vii)(viii)(ix)(x)                    | این نامزدی شامل پنج سایت در صحرای غربی است: خارجه، واحه الداخله (تصویر)، واحه مغره، واحه دونقُل و فرورفتگی وادی نطرون. این مناطق از دوران باستان مسکونی بوده‌اند. مردم در این نواحی خرما، زیتون، درختان میوه و برخی غلات کشت می‌کنند. چندین گونه گیاهی خشکی‌رست و گیاهان شورپسند در این منطقه یافت می‌شود. این ناحیه همچنین زیستگاه آهوی گرمسیری است. | [ ۳۳ ] |
| ۱۷ | A lake with some dummy birds on for hunting purposes                                             | مسیرهای مهاجرت پرندگان                                  | اسوان، سینای شمالی، بحرالاحمر | ۲۰۰۳    | ۱۸۰۹(vii)(x)                              | این نامزدی شامل پنج سایت است: دریاچه بردویل (تصویر) و زرانیک در ساحل دریای مدیترانه، منطقه شایب‌البنات در ساحل دریای سرخ، و جزایر سالوگا و غزال و دریاچه ناصر در نیل. این مناطق توقفگاه‌های مهمی برای پرندگان مهاجر و همچنین زیستگاهی برای پرندگان بومی هستند. | [ ۳۴ ] |
| ۱۸ | Dry area with some shrubs and water in the background                                            | صحرا وادی                                               | اسوان، بحرالاحمر              | ۲۰۰۳    | ۱۸۱۰(vii)(viii)(ix)(x)                    | این نامزدی شامل سه خشک‌رود (وادی) بیابانی است: وادی العلاقی، وادی الجمال و وادی قنا. این مناطق در دوران دوره پربارش نوسنگی دره‌های رودخانه‌ای بودند. آن‌ها به دلیل بقایای تاریخی که از دوران پیشاتاریخ تا دوره مصر (استان رومی) امتداد دارند، همچنین به دلیل تنوع زیستی، نامزد شده‌اند. وادی الجمال (تصویر) در ساحل دریای سرخ قرار دارد و توقفگاهی مهم برای پرندگان مهاجر، محل تخم‌گذاری لاک‌پشت سبز دریایی و زیستگاهی برای فیل دریاییاست.                                   | [ ۳۵ ] |
| ۱۹ | Desert setting with a plateau with steep slopes                                                  | کوه زنجیرها                                             | اسوان، وادی‌الجدید، بحرالاحمر  | ۲۰۰۳    | ۱۸۱۱(vii)(viii)(ix)(x)                    | این نامزدی شامل پنج منطقه با رشته‌کوه‌هایی است که در برخی نقاط به ارتفاعی بیش از ۲٬۰۰۰ متر (۶٬۶۰۰ فوت) می‌رسند. این مناطق به دلیل تشکیلات زمین‌شناسی، پوشش گیاهی و جانوری و همچنین وجود برخی سنگ‌نگارههای پیشاتاریخی نامزد شده‌اند. | [ ۳۶ ] |
| ۲۰ | Sand dunes in a desert                                                                           | چشم‌اندازهای صحرای بزرگ                                  | بنی‌سویف، مطروح                | ۲۰۰۳    | ۱۸۱۲(vii)(viii)(ix)                       | این نامزدی شامل سه سایت است: فرورفتگی قطاره، یک فرورفتگی با اشکال مختلف ژئومورفولوژیکی، دریای ماسه‌ای بزرگ (تصویر)، که گستره‌ای وسیع از تپه‌های ماسه‌ای است، و منطقه غار سنور، جایی که در زمان‌های باستان مرمر گچی استخراج می‌شد. | [ ۳۷ ] |
| ۲۱ | An ancient pillar and a sphinx statue among ruins                                                | اسکندریه، آثار باقی‌مانده باستانی و کتابخانه جدید        | اسکندریه                      | ۲۰۰۳    | ۱۸۱۲(vii)(viii)(ix)                       | اسکندریه در سال ۳۳۲ پیش از میلاد توسط اسکندر مقدونی بنیان‌گذاری شد و به‌عنوان یکی از مراکز مهم هنر و دانش در اروپای دوران باستان شناخته می‌شد. از جمله سازه‌های مشهور آن می‌توان به فانوس اسکندریه و کتابخانه اسکندریه اشاره کرد. آثار باقی‌مانده شامل ستون السواری (در تصویر)، سراپئوم اسکندریه، چندین مقبره و بقایای زیرآبی هستند. همچنین، کتابخانه جدید اسکندریه در سال ۲۰۰۲ افتتاح شد.                                                                                  | [ ۳۸ ] |
| ۲۲ | Temple ruins                                                                                     | ابیدوس، شهر زیارتی فرعونیان                             | سوهاج                         | ۲۰۰۳    | ۱۸۲۳(iv)(vi)                              | آبیدوس در دوران اینتف دوم از دودمان یازدهم مصر به‌عنوان شهر ازیریس، خدای جهان پس از مرگ، اعلام شد. به دلیل اهمیت آن به‌عنوان یک مکان مذهبی، فراعنه بسیاری از این شهر بازدید کرده و در آن معابد ساختند، از جمله ستی یکم و رامسس دوم (معبد در تصویر). اطراف شهر، شهر مردگان‌هایی متعلق به دوره‌های مختلف تاریخی وجود دارد. | [ ۳۹ ] |
| ۲۳ | Ancient temple with several columns                                                              | معابد فراعنه در مصر علیا از دوره‌های بطامیوسی و رومی     | اسوان، اقصر، قنا              | ۲۰۰۳    | ۱۸۲۴(iv)                                  | این پرونده نامزدی شامل چهار معبد است که در دوران امپراتوری بطلمیوسی و مصر (استان رومی) ساخته شده‌اند و برخی از آن‌ها اجزایی از سازه‌های قدیمی‌تر را دربردارند. این معابد شامل معبد دندره المرکب (معبد هاتور در تصویر)، معبد کوم امبو، معبد خنوم در اسنا و معبد حوروس در ادفو هستند. | [ ۴۰ ] |
| ۲۴ | Exterior view of ancient tombs in a desert setting                                               | نکروپولیس مصر میانه، از دوره پادشاهی میانه تا دوره رومی | منیا                          | ۲۰۰۳    | ۱۸۲۵(ii)(iii)(vi)                         | این پرونده نامزدی شامل آرامگاه‌های بنی حسن (در تصویر)، آرامگاه‌های عمارنه (مصر), الاشمونین و سایت‌های تونا الجبل است. این آرامگاه‌ها متعلق به دوره پادشاهی میانه مصر تا دوران مصر (استان رومی) هستند. بسیاری از این آرامگاه‌ها با نقاشی‌ها، کنده‌کاری‌ها و تندیس‌هایی تزئین شده‌اند. | [ ۴۱ ] |
| ۲۵ | Inside a building, steps leading down in a shaft to measure water level                          | نیل‌شمار روضه در قاهره                                   | قاهره                         | ۲۰۰۳    | ۱۸۲۶(i)(iv)                               | یک نیلومتر سازه‌ای بود که برای اندازه‌گیری شفافیت و سطح آب رود نیل در فصل سالانه طغیان نیل استفاده می‌شد. نیلومتر واقع در جزیره روضه به اوایل قرن هشتم میلادی بازمی‌گردد و چندین بار مرمت شده است. این سازه دارای یک چاه سه‌طبقه و یک ستون مرمری برای پایش سطح آب است. | [ ۴۲ ] |
| ۲۶ | A monastery in a desert setting                                                                  | صومعه‌های صحرای عرب و وادی نطرون                         | بحیره، سوئز                   | ۲۰۰۳    | ۱۸۲۷ (ii)(iv)(v)                          | این نامزدشده شامل دو گروه از صومعه‌های کلیسای ارتدکس قبطی است، یک گروه در وادی نطرون و دیگری در صحرای شرقی. کهن‌ترین آن‌ها صومعه سنت آنتونی است که با راهب آنتونی بزرگ، یکی از بنیان‌گذاران رهبانیت مسیحی در اواخر سدهٔ سوم میلادی، پیوند دارد. دیگر صومعه‌ها شامل سنت پل منزوی، سنت پیشوی، سنت مکاریوس بزرگ و سنت مریم دیپارا (در تصویر) هستند. | [ ۴۳ ] |
| ۲۷ | Medieval castle with a flag of Egypt, sea in the background                                      | دو دژ درسینا از دوره صلاح‌الدین ایوبی                    | سینای جنوبی                   | ۲۰۰۳    | ۱۸۲۸ (iv)(vi)                             | این دو دژ، یکی در ال‌جُندی و دیگری در جزیره فرعون (در تصویر)، در سدهٔ دوازدهم میلادی به فرمان صلاح‌الدین ایوبی ساخته شدند. این دژها در دوران جنگ‌های صلیبی نقش استراتژیک داشتند اما پس از سال ۱۲۹۱ اهمیت خود را از دست دادند. بخش‌هایی از این دژها به‌خوبی حفظ شده‌اند. | [ ۴۴ ] |
| ۲۸ | Historical photo of a fortress in a desert setting                                               | قلعه النخل، توقفگاهی در مسیر زیارتی به سمت مکه          | سینای شمالی                   | ۲۰۰۳    | ۱۸۲۹(iii)(iv)(vi)                         | این دژ در اوایل سدهٔ شانزدهم میلادی به فرمان قانصوه غوری ساخته شد و تا پایان سدهٔ نوزدهم مورد استفاده قرار گرفت. این مکان به عنوان توقفگاهی برای زائرانی که در راه حج به مکه بودند، عمل می‌کرد و به آنان امکان استراحت، تأمین غذا و دسترسی به آب آشامیدنی را می‌داد. | [ ۴۵ ] |
| ۲۹ | Oasis with palm trees                                                                            | واحه فیوم، بقایای هیدرولیک و مناظر فرهنگی باستانی       | فیوم                          | ۲۰۰۳    | ۱۸۳۰(iii)(iv)(vi)                         | واحه فیوم از دوران پیشاتاریخ مسکون بوده و یکی از نخستین مناطق در شمال مصر بود که در آن کشاورزی رواج یافت. در دوران باستان، در این ناحیه دریاچه‌ای بزرگ وجود داشت. کارهای مدیریت منابع آبی در این منطقه از دوران دودمان دوازدهم مصر آغاز شد و این واحه در دورهٔ یونانی-رومی به اوج شکوفایی خود رسید، زمانی که یکی از حاصلخیزترین مناطق کشاورزی مصر محسوب می‌شد. | [ ۴۶ ] |
| ۳۰ | Remmains of a fortress wall                                                                      | محله‌ها و بناهای تاریخی رشید                             | بحیره                         | ۲۰۰۳    | ۱۸۳۱(ii)(iv)(v)                           | واقع در دلتای نیل، رشید معمولاً در سایهٔ شهر بزرگ‌تر اسکندریه قرار داشت، اما پس از جنگ عثمانی و مملوکان (۱۵۱۶–۱۵۱۷) در سال ۱۵۱۷ رونق یافت. این شهر بار دیگر در قرن نوزدهم، با احداث کانال سوئز، دچار افول شد. در رشید، چندین بنای تاریخی وجود دارد، از جمله قلعه جولیان (دیوارهای آن در تصویر)، که در سال ۱۴۷۹ توسط قایتبای ساخته شد و محل کشف سنگ روزتا در سال ۱۷۹۹ بود.                                                                                                | [ ۴۷ ] |
| ۳۱ | Desert rock formation                                                                            | دبابیه                                                  | قنا                           | ۲۰۰۸    | ۵۳۸۹(viii)                                | دبابیه یک محوطه زمین‌شناسی است که دوره زمانی از پالئوسن بالایی تا ائوسن پایینی، از جمله دوره مربوط به بیشینه گرمایی پالئوسن-ائوسن را در بر می‌گیرد. این محوطه شامل لایه‌هایی از رسوبات دریایی است که گونه‌های مختلف روزن‌داران را در خود جای داده‌اند. نقطه نقطه و برش چینه‌گون مرزی جهانی برای آغاز مرحله ایپرزین در دبابیه تعریف شده است. | [ ۴۸ ] |
| ۳۲ | A historical photo depicting the observatory from above, with the word OBSERVATORY written on it | رصدخانه حلوان                                           | حلوان                         | ۲۰۱۰    | ۵۵۷۴(ii)(vi)(vii)                         | رصدخانه نجومی در حلوان در سال ۱۹۰۳ برای میزبانی از یک تلسکوپ بازتابی ۳۰ اینچی، که نخستین تلسکوپ بزرگ در آفریقا بود، ساخته شد. این رصدخانه برای مطالعه دنباله‌دار هالی، کهکشان‌ها، و همچنین به دلایل مذهبی، برای بررسی حرکات خورشید، ماه و شباهنگ مورد استفاده قرار می‌گرفت. | [ ۴۹ ] |
| ۳۳ | Ancient ruins with arches in a desert setting                                                    | واحه خارجه و واحه‌های کوچک جنوبی                         | وادی‌الجدید                    | ۲۰۱۵    | ۶۰۶۷(i)(ii)(iii)(iv)(v)(vii)(viii)(ix)(x) | این محوطه شامل واحه خارگا و دو محوطه دیگر، واحه دانقل و کورکور و نبطه پلایا است. این مناطق از دوران پیشاتاریخ سکونت‌گاه بوده‌اند، اما اکثر محوطه‌های باستان‌شناسی متعلق به دوره امپراتوری روم متأخر هستند. بقایای برجای‌مانده شامل دژها، قبرستان مسیحی باگوات، و سیستم‌های آبیاری با قنات‌های زیرزمینی است. در این منطقه چندین گونه خشکی‌رست و گیاهان شورپسند یافت می‌شود. همچنین، این ناحیه زیستگاه آهوی گرمسیری است. بخش‌هایی از این محوطه قبلاً در سال ۲۰۰۳ نامزد ثبت شده‌اند. | [ ۵۰ ] |
| ۳۴ | A view at the red museum building from above                                                     | موزه مصر در قاهره                                       | قاهره                         | ۲۰۲۱    | ۶۵۱۱(iv)(vi)                              | موزه توسط معمار فرانسوی، مارسل دورنیون، به‌عنوان طرحی برای مسابقه سال ۱۸۹۵ جهت ساخت موزه‌ای برای نگهداری مجموعه عظیمی از آثار باستانی طراحی شد. این ساختمان به سبک معماری هنرهای زیبا، نخستین موزه‌ای بود که به‌طور ویژه برای این منظور در منطقه ساخته شد و طراحی آن بر سایر موزه‌ها نیز تأثیر گذاشت. به دلیل مجموعه‌هایش، این موزه مرکز مصرشناسی به‌شمار می‌رود. | [ ۵۱ ] |